# (400094) 2006 SN407
(400094) 2006 SN407 es un asteroide perteneciente al cinturón de asteroides, descubierto el 26 de septiembre de 2006 por el equipo del Mount Lemmon Survey desde el Observatorio del Monte Lemmon, Arizona, Estados Unidos.

## Designación y nombre
Designado provisionalmente como 2006 SN407.

## Características orbitales
2006 SN407 está situado a una distancia media del Sol de 2,607 ua, pudiendo alejarse hasta 3,329 ua y acercarse hasta 1,885 ua. Su excentricidad es 0,276 y la inclinación orbital 4,274 grados. Emplea 1537,81 días en completar una órbita alrededor del Sol.

## Características físicas
La magnitud absoluta de 2006 SN407 es 17,8.